# Haus Valbert
Haus Valbert ist ein kleiner Ortsteil von Lennestadt im Kreis Olpe in Nordrhein-Westfalen.

## Geografische Lage
In einem Seitental des Elspe- / Oenetales zwischen Oberelspe und Oedingen liegt etwa 1 km oberhalb der Einmündung des Kettlerbaches das alte Rittergut Haus Valbert.
Das als Gräfte mit umlaufendem Wassergraben errichtete Haus wurde abgerissen. Der Nachfolgebau wurde abseits neu errichtet, jedoch Ende des Zweiten Weltkrieges nach Kriegseinwirkungen abgerissen. Heute steht an dieser Stelle ein Bauernhaus im Fachwerkstil mit Nebengebäuden.
Die alte Gräfte wurde verfüllt und ist heute nur noch als ebene Wiese zu erkennen.

## Geschichte

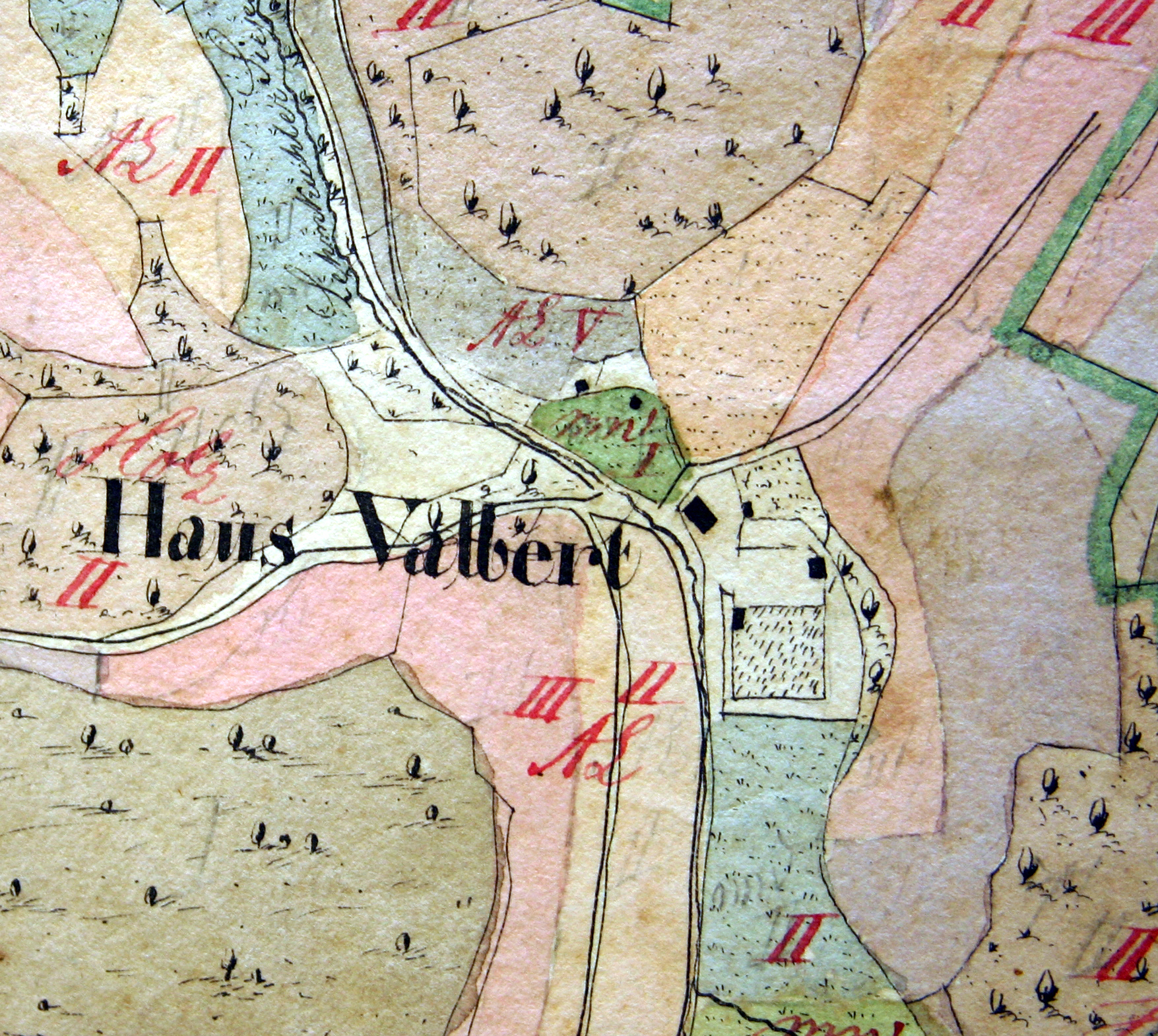
Ausschnitt aus dem Übersichtshandriss 1831

Die Vögte der Oedinger Kirche wie auch des Damenstift Oedingen waren die Herren von Oedingen als Untervögte der Grafen von Arnsberg. Die halbe Oedinger Vogtei und das Gut Haus Valbert kamen vor 1279 vermutlich über seine Mutter Gertrud von Oedingen an den Arnsberger Gefolgsmann Dietrich Rump, der sich nach Oedingen nennt (gest. vor 1289). Die Rump (später: Rump von der Wenne) sind bis heute die Patronatsherren der Oedinger Kirche geblieben.
Im 15. und 16. Jahrhundert war das Gut im Besitz der Familie Rump. Am 4. März 1601 heiratete die Erbin des Gutes, Elisabeth Rump, den kurfürstlich kölnischen Kammerherrn Johann von Lintelo, Sohn des Eberhard von Lintelo zu der Maeß in der Grafschaft Zutphen und der Mechthild von der Vene. Kaspar von Fürstenberg, der zu der Hochzeit geladen war, schreibt über diese Hochzeit eine kritische und durchaus berechtigte Bemerkung in sein Tagebuch. Haus Valbert war nämlich verschuldet. Es entbrannte in den folgenden Jahrzehnten ein Streit zwischen der Familie Rump und dem von Lintelo um die Belehnung mit dem halben Freistuhlgericht Oedingen. Noch im Jahre 1628 beharrte Hermann Rump der Jüngere auf dieser Belehnung, weil das Gericht von jeher zum Haus Wenne gehört habe.
Das Erbe des Johann von Lintelo trat sein Sohn Timann Dietrich von Lintelo im Jahre 1628 an, der die Susanna Spiegel zum Desenberg, eine Tochter des Hermann Spiegel zum Desenberg, heiratete. Hermann Rump stellte in diesem Jahr fest, dass ihm der Obrist Timann Dietrich von Lintelo das halbe Freistuhlgericht Oedingen vorenthielt, und ließ seine Rechte hierauf von einem Notar verzeichnen.
Timann Dietrich von Lintelo hatte wie sein Vater eine militärische Laufbahn begonnen und war bereits 1628 im Range eines Obristen des kaiserlichen und ligistischen Linteloischen Regiments und nur dem General Graf von Tilly unterstellt. Mit seiner Truppe zog er im Februar 1632 auf Befehl des Grafen von Pappenheim nach Wiedenbrück, stürmte und zerstörte jedoch vorher die Burg Borghausen. Im September 1632 erhielt Graf von Pappenheim einen Quartierschein für die Unterkunft in den Sayn - Wittgensteinischen Grafschaften. Am 9. Juni 1635 bekam von Lintelo mit seinem Gefolge von Generalleutnant Feldmarschall und Obrist Graf Gallas einen Pass für die Reise in die Grafschaft Nassau und Wittgenstein.
Im Juni 1635 wurde von Lintelo, vermutlich wegen eines Racheaktes oder zur Verhinderung eines Einmarsches der kaiserlichen Kürassiere in die Grafschaft Nassau und Wittgenstein auf Haus Valbert ermordet. Sein Haus wurde geplündert, seine Frau und Kinder blieben, soweit sie gegenwärtig waren, unbehelligt. Dieser Umstand mag dazu beigetragen haben, dass in der Sage über das Geschehen von einer Verschwörung der Ehefrau mit seinen Feinden berichtet wird. Nach einem Hinweis im Archiv Vasbach soll der Graf Ludwig Heinrich von Nassau-Dillenburg das Komplott geleitet und angeführt haben. Jedenfalls hatte Herman Rump der Jüngere eine Verbindung zum Haus Nassau durch seinen Vetter Johan Franz von Hanxleden, der Hofmeister des Grafen Johann Ludwig zu Nassau, Onkel des oben genannten Ludwig Heinrich, war.
Der Witwe von Lintelo war nach dem Tode des Ehemanns daran gelegen, die Streitigkeiten um das halbe Freistuhlgericht beizulegen. Sie verzichtete zu Gunsten des Hermann Rump auf alle Ansprüche an dem Gericht und bestellte zum Vormund ihrer minderjährigen Kinder Dietherich von Esleben, der dafür mit Gütern zu Brenschede und Oedingen belehnt wurde.
Susanna Spiegel starb gegen 1672, die Erbfolge trat zunächst Christian Ludwig von Lintelo an, der mit Margarethe Elisabeth von Schade vermählt war. Dieser starb bereits im selben Jahr und seine Tochter wurde die nächste Erbin des Gutes. Diese heiratete in der zweiten Hälfte des 17. Jahrhunderts Reinhardt Melcher von Buchholtz zu Valbert. Über dessen Tochter kam das Gut im 18. Jahrhundert an die Familie von Ketteler.  Freiherr Friedrich Ferdinand von Ketteler verkaufte das Gut Valbert im Jahre 1788 an den Reichsfreiherrn Clemens Lothar von Fürstenberg zu Herdringen.
Auf Haus Valbert wurde 1871 der spätere Bischof von Paderborn und Kölner Erzbischof Karl Joseph Schulte geboren.
Die verschiedenen Schreibweisen von Haus Valbert im 15. bis 17. Jahrhundert enthalten die Formen „val(en)“ bzw. „var(en)“. Nach einer neueren Untersuchung der Ortsnamen im Kreis Olpe handelt es sich bei diesen Wortbestandteilen möglicherweise um Beschreibungen des Farbeindrucks (wie „fahl“, „gelblich“) der mit „-bert“ bezeichneten Stelle. Eine schlüssige Deutung des Grundwortes „-bert“ oder der möglichen älteren Version „-bracht“ erscheint allerdings nicht möglich. Eine für hessische Orte gefundene Deutung als „kahler Berg“ lässt sich auf die westfälischen Verhältnisse nicht ohne weiteres übertragen. Der im Ortsnamen vorangestellte Zusatz „Haus-“ist relativ jung und bezeichnet den Sitz der Ritterfamilie Rump.

## Sage: Die Zauberhose des Obristen von Lintloe

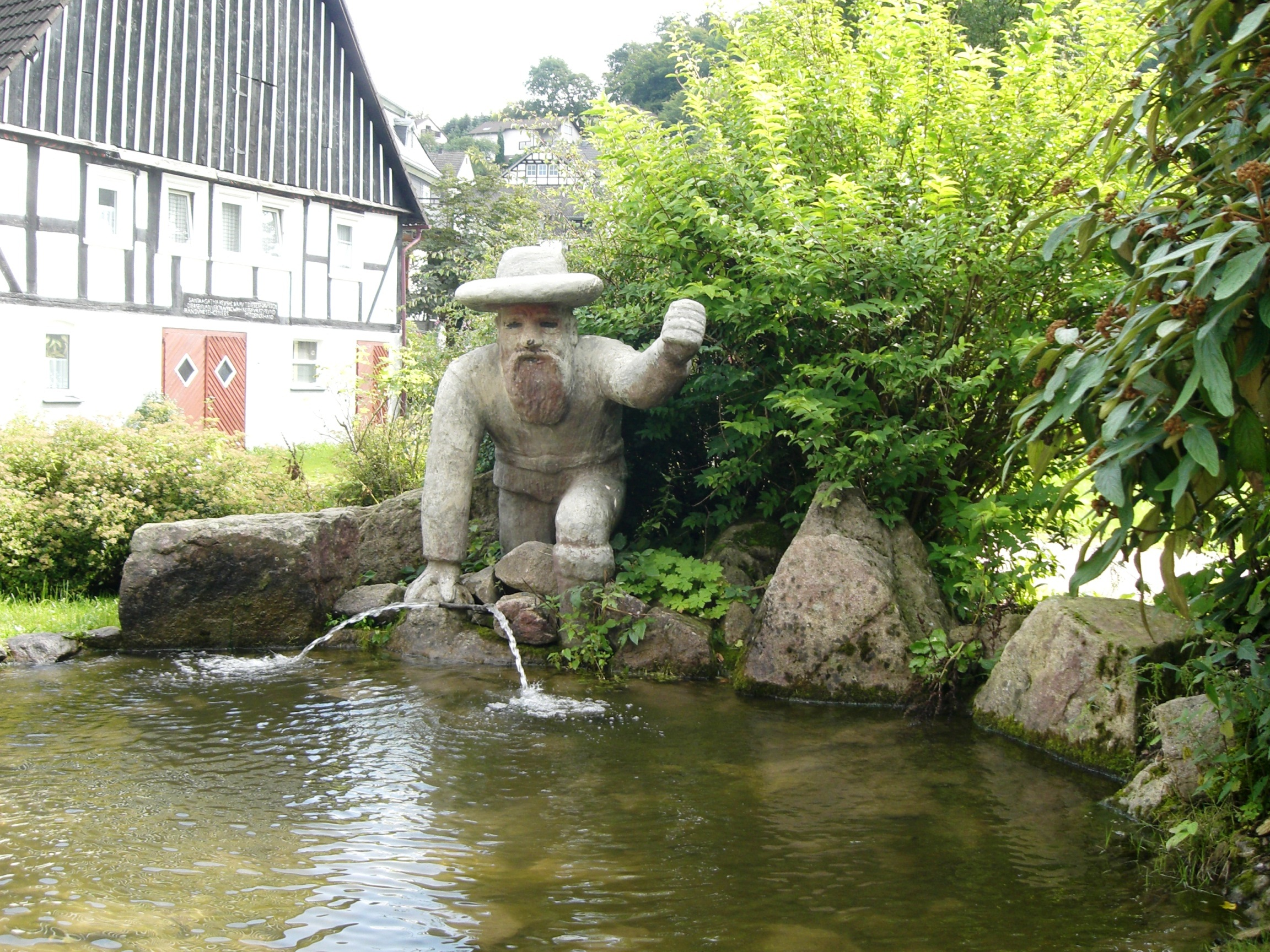
Lindloe-Brunnen in Oedingen

Auf Haus Valbert bei Oedingen, dem Stammsitze der Familie von Lindloe, der später Kettlers Platz genannt wurde, hauste einst der im Dreißigjährigen Kriege weithin bekannte und vielgefürchtete Generalwachtmeister in Westfalen, Jan von Lintloe. Er hieß allgemein der starke Lintloe, da ihn niemand zu überwinden vermochte. Mit übermenschlicher Stärke verband er rücksichtslose Härte und Gefühllosigkeit. Er eignete sich Güter an, die ihm nicht gehörten und kannte kein Erbarmen mit hilfsbedürftigen Menschen. Selbst seine edle Gemahlin litt immer mehr unter seiner Grausamkeit.
Lange Jahre blieb es ein Geheimnis, woher Jan von Lintloe seine ungewöhnliche Stärke besitze. Eines Tages erfuhr seine Gattin, der es in guter Laune verraten hatte, dass alle Kraft von einer täglich getragenen Zauberhose ausgehe, ähnlich wie Siegfried die Unsichtbarkeit aus der Tarnkappe des Zwerges Albrich gewann.
Die vielen Feinde des grausigen Obristen trachteten ihm schon lange nach dem Leben. Sie fürchteten sich aber zu sehr vor ihm, bis eines Tages die Gemahlin von Lintloes, Susanna von Spiegel, ihnen das Geheimnis der Zauberhose verriet. Sie war auch bereit, ihnen durch das Spielen der Harfe kundzutun, wenn er die Zauberhose abgelegt habe. In der folgenden Christnacht nun vernahm die bewaffneten, im Burghof versteckten Feinde aus dem Schlafgemach die lieblichen Harfenklänge eines Weihnachtsliedes. Sie stürmten herauf und überwanden den Obristen, bevor er sich anzukleiden vermochte. Sie ermordeten ihn sogar, ohne ihm Zeit zur Bekehrung und Aussöhnung mit Gott zu lassen.
Sei jener Christnacht wandert nun der Obrist als Spuk auf Haus Valbert und zwar so beängstigend für die Bewohner, dass er in den nahen Wald gebannt werden musste. Jährlich darf er dem Hause Valbert nur einen Fuß näher kommen. Die Bewohner der Gegend hoffen, dass er von seinem Verbrechen erlöst sein wird, bevor er das Haus erreicht hat.
An die Sage des Jan von Lintloe erinnert der Lintloe-Brunnen am historischen Wanderweg im nahe gelegenen Oedingen.